# 岡田安弘 (物理学者)
岡田 安弘（おかだ やすひろ）は、日本の物理学者。高エネルギー加速器研究機構教授。

## 来歴
1985年、東京大学大学院理学系研究科博士課程修了。東京大学より理学博士の学位を取得。学位論文の題は「Kaluza-Klein型宇宙論(英文)」。
日本学術振興会奨励研究員、ミシガン大学物理学科研究員、ノースカロライナ大学チャペル・ヒル校物理・天文学科研究員を経て、1989年東北大学理学部助手。1992年、高エネルギー物理学研究所物理研究部物理第一研究系助教授。1996年、総合研究大学院大学数物科学研究科助教授を併任。1997年、高エネルギー加速器研究機構素粒子原子核研究所物理第二研究系助教授。1998年、東京大学素粒子物理国際研究センター助教授を併任。2000年、高エネルギー加速器研究機構素粒子原子核研究所物理第二研究系教授。2004年、大学共同利用機関法人高エネルギー加速器研究機構素粒子原子核研究所理論研究系教授。2009年、大学共同利用機関法人高エネルギー加速器研究機構素粒子原子核研究所教授。2012年から大学共同利用機関法人高エネルギー加速器研究機構理事を務める。
小林誠と益川敏英のノーベル賞受賞を後押しした日本の実験チームの研究者であり、授賞式の際にはストックホルムへ駆けつけた。

## 受賞歴
- 第11回西宮湯川記念賞（1996年）「超対称標準理論におけるヒッグス粒子の質量」[4]